# 川島なお美
川島 なお美（かわしま なおみ、1960年〈昭和35年〉11月10日 - 2015年〈平成27年〉9月24日）は、日本の女優、タレント、歌手。本名、鎧塚 なお美（よろいづか なおみ）。旧姓、川島。二人姉妹の長女。血液型はAB型。身長158cm、B82cm、W58cm、H84cm（1982年6月）。
愛知県守山市（現・名古屋市守山区）出身。最終所属は太田プロダクション。夫はパティシエの鎧塚俊彦。

## 来歴
父親は名古屋高等裁判所事務局長。名古屋市立大森中学校～愛知県立中村高等学校～青山学院大学文学部第二英米文学科卒業。高校在学中、スクールメイツに所属し、歌とダンスを学ぶ。その後平尾昌晃の音楽教室に通う。1979年、大学入学と同時に上京し、『シャンペンNo.5』で歌手デビュー。笑福亭鶴光のオールナイトニッポンでアシスタントを務めた。
文化放送が『セイ!ヤング』の後番組として、1981年10月からスタートさせた『ミスDJリクエストパレード』の火曜日担当パーソナリティに抜擢され、深夜の顔となる。当時は大学在学中であり、女子大生DJと呼ばれ、女子大生ブームの中心的存在となる。この当時は自身も「ミスDJでは一人の女子大生としておしゃべりしている」と話していたことがある。
学生時代は剣道部に所属し有段者である。大学生時代に試験でカンニングをしたことがある。この際の「開き直り」的発言が一部で物議を醸した。
1982年、中京テレビ制作『お笑いマンガ道場』の3代目女性レギュラーとなり、プロ顔負けの画力と、芸人顔負けのネタの巧みさを披露し、同世代以外からの知名度と人気を獲得した。1989年秋に番組卒業が決まったが、同年8月8日、9月から明治座で『水戸黄門』の舞台公演でのフィルム撮影のため現場に向かう途中で、ロケバスが崖から転落する事故に遭った。第7頸椎を骨折する大怪我を負ったが、顔は無傷なことをすぐに確認したという。この影響からそのまま復帰することはなく降板に至った。番組司会の柏村武昭とは生涯交流を持ち、柏村の地元である広島を訪れた際は、共にゴルフをするのが恒例となっていたという。
女子大生タレントのイメージがいつまでも抜けずに、出演番組が限られるなど不遇な時代が続いたが、1993年、30代にしてヘアヌード写真集『WOMAN』を発表し、55万部の大ヒットとなる。これをきっかけに妖艶な女優へとイメージチェンジする。青山学院大学4年時の報知新聞のインタビューで「高校時代から、歌手になる前から女優になるのが夢です。完全ヌードも女優になれたら考えます」と話していた。判事であった父の立場を考慮し、父が退官するのを待って発行した。
デビュー当初から世良公則のファンを公言していたが、川島が売れ始めたころには世良は高校の同級生と結婚していた。1994年の東映『新極道の妻たち 惚れたら地獄』の共演をきっかけに世良と不倫状態に陥ったとされ、川島の最初の所属事務所の社長が、同年川島の暴露本を発売し、名前を出された世良が激怒し猛抗議した。
1997年、ドラマ『失楽園』に主演し話題となる。ベッドシーンでは「子宮が呼吸できない気がする」との理由で撮影中に前張りを取ることを『週刊ポスト』（1997年11月3日号）のインタビューで告白した。
『おしゃれカンケイ』にゲスト出演した際、通常スタジオの観客は番組スポンサーである資生堂の方針で女性と決められているが、川島が出演する回に限り、観客は男性限定となった。
2013年8月に健康診断で腫瘍が見つかり、即手術を勧められるも拒否。代替策としての抗がん剤治療も拒否した。腫瘍は肝内胆管癌であることが判明。「この人になら命を預けられる」と思える医師との出会いを果たして、翌年1月末に手術を受けた。川島の望みどおり、全て腹腔鏡下で行われた手術は12時間にも及んだという。術後の5年生存率が40〜50％であるといわれるなかで、術後補助化学療法などは行わずに、予後の健康維持の管理に、ビタミンCの点滴、民間療法、悪い気の排除などの施術（エビデンス不明）に取り組み、各媒体に復帰した。川島はブログで「完治した」と述べるも、手術から半年後の2014年7月には再発が判明、夫に対しては余命1年未満の宣告がなされた。川島は余命を知らされない状態で抗がん剤治療拒否を決断。以降も代替医療に励みながら芸能活動を続けた。
2015年9月17日、出演中のミュージカル『パルレ〜洗濯〜』を、体調不良を理由に途中降板。9月20日、11月から12月に出演が予定されていたミュージカル『クリスマス・キャロル』（劇団スイセイ・ミュージカル）についても降板が決まった。
2015年9月23日には自宅療養中であることが公表され、同年11月5日開催予定のソロライブでの復帰を目指していた。しかし、翌24日19時55分、胆管癌のため東京都内の病院で死去した。54歳であった。葬儀は青山葬儀所にて浄土宗式で執り行われ、夫・鎧塚が喪主を、徳光和夫が司会をそれぞれ務め、生前所属していた太田プロダクションの代表取締役社長・磯野太、林真理子、倍賞千恵子が弔辞を読み、片岡鶴太郎が弔電を寄せた。出棺の際は約7分間の拍手で送られた。その後、遺体は品川区の桐ヶ谷斎場で荼毘に付された。戒名は「秋想院彩優美俊大姉（しゅうそういんさいゆうみしゅんだいし）」で、川島と鎧塚の名前から一文字取っている。
2016年6月10日、東京・麻布の賢崇寺に夫・鎧塚によってデザインされた墓が建立され、納骨された。墓には生年のワイン「ロマネ・コンティ」や女優帽がかたどられ、下には「YOROIZUKA」の文字やダックスフントの絵が彫られている。

## 人物

### 趣味・嗜好・特技
ワインと犬と葉巻をこよなく愛し、愛犬家としても有名だった。生前飼っていた犬はミニチュアダックスフントで、名前は「シナモン」と「ココナッツ」（シナモンの子供）。この2匹のことは「娘」と呼ぶほど溺愛しており、テレビでのトーク番組に出演させたり、ブログでも頻繁に写真を掲載していた。なお、シナモンは2015年1月9日に、ココナッツは2019年12月19日に、それぞれ死んだ。
生前は動物保護活動も熱心に行っていたこともあり、没後は本人の遺言に基づいて「川島なお美動物愛護基金」、「川島なお美動物愛護賞」がそれぞれ創設された。動物愛護賞に関しては2017年に第1回表彰が行われて以降毎年表彰が行われており、これまで寺田心ら芸能人も多数受賞している。
ワインブーム時にはバラエティーや教養番組等で活躍し、フランスの四大ワイン産地から騎士号を授与されている唯一のアーティストでもある。｢私の体はワインでできている｡｣という名言を残している。
1998年、日本テレビ主演連続ドラマ『くれなゐ』に主演。第一回放映を終えた翌日の4月14日、ドラマの撮影が休みであったため、当時通学していたソムリエスクールに向かう途中、下りのエスカレーター最上段で足を滑らせて正座するような姿勢で落下。ギザギザのステップに当たった左足の脛を裂傷し、20針も縫う怪我を負った。雨天で右手にワインとテキストを持ち、左手に傘を持って両手が塞がっていたことに加え、ヒールの高いサンダルを履いていたため、足元が滑った際にバランスを保つことができなかったという。その際、ワインの瓶が割れなかったことを取り上げられ「ワインをかばって転倒」と一部で報じられたが、実際はそのようなことも考える間もなく、咄嗟に身を丸めた際に持っていたワインを抱きかかえる形になっただけであると後に語った。
病気になってからはワインを飲めなくなった。ワイン断ちをしてからは、水に興味を持ち、2014年3月からミネラルウォーター専門スクール アクアデミアに通学。5月には一般社団法人アクアミネラーレ協会認定 アクアアドバイザーとして認定されている。
軽井沢に別荘を所有しており、ブログに「私の愛する軽井沢」と記すほどに、好んで訪れていた。
プロ野球で好きな球団は中日ドラゴンズ。料理も非常に得意で、「愛のエプロン」では出演するたびに高評価を得ていた。

### 家族・親族・友人
- 2007年10月、パティシエ鎧塚俊彦と婚約したことを発表。2009年2月1日、入籍。結婚後はおしどり夫婦として夫妻でテレビ出演をすることも多かった。
- フィギュアスケーターの荒川静香とは、ドラマ7人の女弁護士で共演し共に愛犬家でもあったことから親しい友人であった。2006年末に川島の自宅にて荒川静香の誕生パーティを開催した際、鎧塚俊彦にケーキを依頼したことをきっかけに交際が始まり結婚に至ったため、川島自身は荒川をキューピッドと呼んでいた[25]。
- 実父(2022年5月死去)は岐阜県美濃市出身の元簡易裁判所判事で、腹違いの14歳年上の姉がいたが生後すぐに生き別れ、2006年に46年ぶりの再会をした。
- ぼんちおさむとは一時、親戚関係だった。「新アップダウンクイズ 新春スペシャル」にペアで出場した際に紹介された。その後、いとこが離婚したために親戚ではなくなった。

## 略歴
- 1979年 - 歌手デビュー。
- 1981年 - 文化放送『ミスDJリクエストパレード』に、火曜日担当として出演（1983年3月大学卒業で共に番組卒業）
- 1982年 - 『お笑いマンガ道場』にレギュラー出演
- 1999年 - 日本ソムリエ協会ワインエキスパート資格取得。
- 2001年 - 日本ソムリエ協会名誉ソムリエワインの騎士称号
- 2002年

- パラオ共和国 親善大使
- フランスワイン三大産地（シャンパーニュ・ボルドー・ブルゴーニュ）より騎士号を叙任
- 2005年 - サンテミリオン・ジェラード騎士号、コマンドール騎士号を叙任
- 2008年 - 広島国際学院大学客員教授 就任（任期2年）[26]。
- 2014年 - アクアミネラーレ協会認定アクアアドバイザー資格取得[補足 7]
- 2015年 - 9月24日に胆管がんのため死去[2]。

## 受賞歴
1997年
- 第14回ザテレビジョンドラマアカデミー賞 ベストドレッサー賞（『失楽園』）[27]

1998年
- 第35回ゴールデン・アロー賞 放送賞

2008年
- ヘアカラーリングアワード2008 グランプリ（ホーユー主催）[28]

2014年
- ネイルクイーン2014 協会特別賞

## 出演

### テレビ
レギュラー
- アイ・アイゲーム（1979年、フジテレビ） - スタート当初はアシスタント、後にパネラーに
- お笑いマンガ道場（1982年 - 1989年9月、中京テレビ）
- アップルシティ500（1982年 - 1983年、TBS） - 月曜日を担当
- クイズDEデート（1982年 - 1984年、関西テレビ） - アシスタント
- EXPOスクランブル（1985年、TBS）

準レギュラー、及び不定期出演
- パンチDEデート（関西テレビ）
- プロポーズ大作戦（朝日放送）
- 嗚呼!バラ色の珍生!!（日本テレビ）
- 世界まる見え!テレビ特捜部（日本テレビ）
- マジカル頭脳パワー!!（日本テレビ）
- スーパークイズスペシャル（日本テレビ）
- なるほど!ザ・ワールド（フジテレビ）
- 平成教育委員会（フジテレビ）
- ABOBAゲーム（朝日放送）
- 愛のエプロン（テレビ朝日）
- ダウンタウン・セブン（毎日放送）
- 伝えてピカッチ（NHK総合）
- クイズ赤恥青恥（テレビ東京）

他多数
伝記
- 独占秘話！女優・川島なお美物語〜余命1年 Xmasイブの誓い！死ぬまで舞台に立ちたい！〜死の直前秘蔵映像と愛の直筆日記を初公開！（2015年12月24日、フジテレビ[29]）
なお美の夫である鎧塚が、なお美の闘病生活を赤裸々に綴るインタビューのほか、最期の舞台出演だったミュージカルの出演の様子などをまとめたドキュメンタリー作品。

### ラジオ
- ミスDJリクエストパレード（1981年10月 - 1983年3月、文化放送）
- シャワーのあとで（1983年、文化放送）
- オールジャパン・ポップ20（文化放送）[30]
- くにまるワイド ごぜんさま〜 邦流（2009年6月29日 - 7月3日、文化放送）
- 小久保工業所プレゼンツ 文化放送 川島なお美 ミセスDJ ラ・ラ・ララン（2012年4月2日 - 2013年3月31日、文化放送）
- 照美となお美 大人のフランス珍道中（『吉田照美 飛べ!サルバドール』金曜日内、2013年10月4日 - 2015年3月27日、文化放送）
- 笑福亭鶴光のオールナイトニッポン（1979年、ニッポン放送） - アシスタント
- 川島なお美 おもしろソーダ（1982年 - 1983年3月、ニッポン放送）
- 恋のサウンドグラフィティ（1983年4月10日 - 1984年9月30日、ニッポン放送 SONY Night Square）

### テレビドラマ
- ただいま放課後 第2シリーズ（1980年、フジテレビ） - 奈美 役
- ザ・サスペンス「女子大生危険な帰り道 刑事ガモさん新登場!」（1982年、TBS）
- 銀河テレビ小説「もういちど春」（1985年、NHK総合）
- 私鉄沿線97分署 第90話「さらば!プレハブ刑事たち!!」（1986年、テレビ朝日）
- 土曜ワイド劇場（テレビ朝日）
  - 辻真先の婚約旅行殺人事件シリーズ（1987年 - 1989年）
  - 美人殺しシリーズ（1988年 - 1994年） - 若葉かおり 役
  - 新宿ラブストーリー事件簿2（1996年1月20日）
  - 西村京太郎トラベルミステリー30 寝台特急「北斗星」殺人事件（1996年10月5日） - 楠木かおり 役
  - おとり捜査官・北見志穂7（2004年7月3日） - 八木沢杏子 役
  - 混浴露天風呂連続殺人25・角館〜乳頭温泉〜男鹿 愛欲殺人旅行!（2006年1月21日） - 小宮山環 役
  - 温泉若おかみの殺人推理16「湯けむり城崎温泉　自殺した夫が生きていた！月の砂漠に怨念！？砂まみれの二つの死体に謎」(2006年6月3日） - 牧村伸子(かみや民藝店主人) 役
- 大岡越前（TBS / C.A.L）
  - 第10部 第19話「掏った財布で恩返し」（1988年7月4日、TBS） - おりん 役
  - 第11部 - 第13部（1990 - 1993年） - 千夏 役
  - 第11部 第22話「贋金を掏った女」（1990年9月17日） - お小夜 役（千夏との一人二役）
- 水戸黄門 第18部（TBS / C.A.L）
  - 第11話「姫様・馬子は瓜二つ・犬山」（1988年11月21日） - 綾姫・お袖 役（一人二役）
  - 第32話「飴屋の幽霊・川崎」（1989年4月24日） - おいね 役
- さすらい刑事旅情編 第14話「特急さざなみ21号・女刑事にあてた遺書」（1989年1月25日、テレビ朝日）
- 翔んでる!平賀源内 第15話「愛しい妹は女掏摸」（1989年8月14日、TBS）
- はぐれ刑事純情派 第3シリーズ 第22話「偽装心中・ババを掴んだ女」（1990年8月29日、テレビ朝日）
- また又・三匹が斬る! 第3話「出雲路は、騙し騙され白兎」（1991年5月2日、テレビ朝日 / 東映） - お蘭 役
- 火曜ミステリー劇場（テレビ朝日）
  - 山村美紗スペシャル・花嫁は容疑者（1991年9月10日） - 牧陽子 役
- 社長になった若大将（1992年4月 - 7月、TBS）
- 正しい結婚（1993年1月 - 4月、東海テレビ）- 山崎香 役
- 名奉行 遠山の金さん（テレビ朝日 / 東映）
  - 第5シリーズ 第12話「女の斗い!風呂屋乗っ取りの罠」（1993年7月1日） - お三輪 役
  - 第6シリーズ 第9話「女、霧の中の殺意」（1994年8月25日） - おはま 役
  - 第7シリーズ（1995年7月 - 9月） - お歌 役
- 月曜ドラマスペシャル（TBS）
  - 乱歩－妖しき女たち（1994年7月4日）
  - 刑事ガンさん4・京都花の祭殺人事件（1994年7月18日）
  - 監察医 薮野善次郎2（1996年12月9日）
  - 真夏の恐怖劇場3 前世の女（1999年7月26日） - 飯森柚子 役
- 大家族ドラマ 嫁の出る幕（1994年7月 - 9月、テレビ朝日） -「ゆめ屋」の美那ちゃん 役
- 金曜エンタテイメント（フジテレビ）
  - 名古屋嫁入り物語6-8（1994年 - 1996年、東海テレビとの共同制作）
  - おだまりコンビ4 芸能界・殺しの輪舞（2002年2月15日） - 水沢茜 役
- 若者のすべて（1994年10月 - 12月、フジテレビ） - 吉田尚子 役
- HOTEL ホテルスペシャル'95新春（1995年1月5日、TBS）
- 家なき子2（1995年4月 - 7月、日本テレビ） - 白石恭子 役
- 妊娠ですよ2（1995年10月 - 12月、関西テレビ）
- ザ・シェフ（1995年10月 - 12月、日本テレビ） - 北村麗子 役
- イグアナの娘（1996年4月 - 6月、テレビ朝日、原作 萩尾望都） - 青島ゆりこ 役
- 連続テレビ小説 ひまわり（1996年4月 - 9月、NHK総合） - 南田桃子 役
- 七人の女弁護士 2時間スペシャル（1997年1月9日、テレビ朝日）
- 失楽園（1997年7月 - 9月、よみうりテレビ、原作 渡辺淳一） - 松原凛子 役
- おそるべしっっ!!!音無可憐さん 第8話（1998年3月2日、テレビ朝日） - 武田麻里亜 役
- くれなゐ（1998年4月 - 6月、よみうりテレビ、原作 渡辺淳一） - 木之内冬子 役
- 可愛いだけじゃダメかしら?（1999年1月 - 3月、テレビ朝日） - 岸本真里亜・武田麻里亜 役（一人二役）
- 月下の棋士（2000年1月 - 3月、テレビ朝日） - 石丸千代子 役
- 花村大介（2000年7月 - 9月、関西テレビ） - 長沢英子 役
- 女と愛とミステリー（テレビ東京）
  - 闇の脅迫者〜江戸川乱歩の『陰獣』より（2001年4月25日） - 小山田静子 役
  - 密会の宿第1作「北鎌倉不倫殺人旅行」(2003年7月30日) - 大坂絹子　役
- 傷だらけのラブソング（2001年10月 - 12月、関西テレビ） - 島崎綾 役
- 火曜サスペンス劇場 （日本テレビ）
  - あのひとの髪（2001年5月8日） - 千野希央 役
  - あのひとの匂い（2002年4月30日） - 豊中千香子 役
  - 検事・霞夕子21 二人の目撃者（2003年10月14日） - 藤田安紀 役
  - 北ホテル (テレビドラマ)2（2004年） - 村尾沙絵 役
  - 刑事・鬼貫八郎16 死のある風景（2004年） - 鳥居幸子 役
  - 京都金沢殺人事件シリーズ5（2004年） - 秋田千鶴子
- コーリュー（名古屋テレビ開局40周年記念ドラマ、2002年12月、名古屋テレビ）
- 子連れ狼2 第3話「三人の刺客とあばずれ女!大五郎に母なる味を…」（2003年7月21日、テレビ朝日） - お仙 役
- アットホーム・ダッド（2004年4月 - 6月、関西テレビ） - 岩崎真理江 役
- ああ探偵事務所（2004年7月 - 9月、テレビ朝日） - 藤島薫 役
- 曲がり角の彼女（2005年4月 - 6月、関西テレビ） - 一条杏子 役
- 土曜ドラマ よろず刑事（2006年1月 - 3月、朝日放送〔関西ローカル〕） - 大門寺華子 役
- 7人の女弁護士 第1シリーズ（2006年4月 - 6月、テレビ朝日） - 南条宏美 役
- 新・科捜研の女 第3シリーズ File.5（2006年8月10日、テレビ朝日） - 三条ともえ 役
- ドラマ24 クピドの悪戯 虹玉（2006年10月 - 12月、テレビ東京） - 仙道寺徳子 役
- 愛の流刑地（2007年3月20日・3月21日、日本テレビ） - 菊池麻子 役
- 鬼嫁日記 いい湯だな（2007年4月 - 6月、関西テレビ） - 桜沢美咲 役
- さくら署の女たち 第7話（2007年8月29日、テレビ朝日） - 緑川奈津子 役
- 裸の大将〜放浪の虫が動き出したので〜（2007年9月1日、フジテレビ） - 留美 役
- 4姉妹探偵団 第2話（2008年1月25日、朝日放送・テレビ朝日共同制作） - 近田昌子 役
- モンスターペアレント 第9話（2008年8月26日、関西テレビ） - 相澤美千代 役
- 月曜ゴールデン「十津川警部シリーズ40 生命」（2008年10月13日、TBS） - 長谷川信子 役
- エゴイスト 〜egoist〜（2009年4月 - 5月、東海テレビ） - 西条玲子 役
- 金曜プレステージ 「山村美紗サスペンス 赤い霊柩車25 呪いの絵馬」（2010年4月2日、フジテレビ） - 神代真実 役
- 水曜ミステリー9（テレビ東京）
  - 作家探偵・山村美紗2 京都紅葉寺殺人事件〜秋の七草の秘密〜（2012年12月19日） - 長谷川恵安 役
  - 北海道警事件ファイル 警部補 五条聖子2 函館殺人迷宮（2014年5月21日） - 小日向冬美  役
  - 金沢のコロンボ1 呪いの黒百合伝説 和菓子に秘められた殺意!? (2014年9月24日)  -  吉岡詩乃(吉岡の妻) 役
  - 多摩南署たたき上げ刑事・近松丙吉13 眼前の殺人者（2016年7月13日）[補足 8] - 八坂多美子 役[32]
- ドラマスペシャル「女優 麗子〜炎のように」（2013年3月6日、テレビ東京） - 大原千代 役
- 北海道警事件ファイル 警部補 五条聖子「函館殺人迷宮」（2014年） - 小日向冬美 役

### 映画
- 旅芝居行進曲（1984年、松竹、監督 高橋勝） - 川口洋子 役
- 新極道の妻たち 惚れたら地獄（1994年、東映、監督 降旗康男） - 権藤加奈代(御蔵組幹部の妻) 役
- 極道の姐・玲子（1994年、ケイエスエス、監督 小水一男） - 富岡玲子 役 ※映画初主演
- 藏（1995年、東映、監督 降旗康男、原作 宮尾登美子） - お半 役
- 極道の妻たち 危険な賭け（1996年、東映、監督 中島貞夫） - 松島仁美(神鳥組幹部の妻) 役
- トウキョウ・ドール（1997年、フリック、監督 フィル・スカルパチ）
- 鍵（1997年、東映、監督 池田敏春、原作 谷崎潤一郎） - 安西郁子 役
- メトレス・愛人（2000年、松竹、監督 鹿島勤、原作 渡辺淳一） - 片桐修子 役
- 静かなるドン THE MOVIE（2000年、ケイエスエス、監督・脚本 鹿島勤、原作 新田たつお） - 節内恋心 役
- 目下の恋人（2002年、監督・原作 辻仁成）
- ゴーストシャウト（2004年、東京テアトル、監督 塚本連平） - 元木の母 役
- サヨナライツカ（2010年、監督 イ・ジェハン、原作 辻仁成 ） - 山田夫人 役
- チャイ・コイ（2013年、監督 伊藤秀裕、原作 岩井志麻子） - 瑞島麻衣子 役

### Vシネマ
- 武闘の帝王（1993年、ヒーロー、監督 高瀬将嗣） - 美穂 役
- 女囚処刑人マリア（1994年、キングレコード、監督 古庄淳） - 主演・九条マリア 役
- チンピラ仁義 極楽とんぼ 2（1995年、東映、監督 小平裕、原作 西川つかさ）
- 難波金融伝 ミナミの帝王（2001年、2004年、ケイエスエス、監督 萩庭貞明） - 速水翔子(探偵) 役
  - 難波金融伝 ミナミの帝王23 詐欺の手口（2002年）
  - 劇場版PARTXVI 借金セミナー（2001年）
  - 劇場版PARTXVII プライド（2001年）
  - スペシャルVer.50 金貸しの掟（2004年）

### CM
- 大阪ガス（1984年）
- エスケーアイモバイル（2007年、エスケーアイ）
- ロレアル ヘアスタイリングムース
- アートネイチャー
- ミオナ・シースルーライト
- パワーアクティ（コンパイル）
- ブルボン
- ダリヤ サロンドプロ
- レダ プラピュア・G[33]

### 舞台
- スーパーミュージカル「源氏物語」 作：紫式部、脚本・演出：村井秀安（1993年11月8日 - 12月16日、芝メルパルクホール他） - 夕顔 役
- 新・演歌の花道 プロデュース：つんく♂（2002年、新宿コマ劇場・梅田コマ劇場）
- とんでもない女（初演） 作・演出：中津留章仁（2007年4月21日 - 4月29日、ベニサン・ピット）
- 鬼灯町鬼灯通り三丁目（初演） 作・演出：東憲司（2008年8月23日 - 8月31日、ザ・スズナリ）
- とんでもない女（再演） 作・演出：中津留章仁（2009年7月16日 - 7月20日、シアターX）
- ミュージカル フットルース 演出：西田直木（2009年11月3日 - 11月8日、東京芸術劇場 中ホール）
- 鬼灯町鬼灯通り三丁目（再演） 作・演出：東憲司（2010年9月28日 - 10月3日、赤坂RED/THEATER）
- ミュージカル FAME 演出：西田直木（2010年11月25日 - 11月28日、天王洲銀河劇場）
- とんでもない女（再々演） 作・演出：中津留章仁（2011年4月2日 - 4月7日、シアターX）
- 秘祭（2011年8月30日 - 9月4日、スペース・ゼロ/全労済ホールスペース・ゼロ）
- 嫉妬.混む 作・演出：中津留章仁（2011年12月7日 - 12月14日、あうるすぽっと）
- 韓国オリジナルミュージカル「パルレ〜洗濯〜」 作・演出：チュ・ミンジュ（2012年2月4日 - 2月16日、三越劇場他）
- 三ツ星キッチン第7弾オリジナルミュージカル『TOGETHER』 作・演出：上條恒（2012年6月13日 - 6月17日、渋谷伝承ホール） ※主演
- トムプロジェクトプロデュース公演『重力』 作・演出：中島新（2012年7月19日 - 7月25日、赤坂RED/THEATER） ※主演
- ミュージカル座「ロイヤルホストクラブ」 作・演出：竹本敏彰（2013年4月11日 - 4月14日、シアター1010）
- スイセイミュージカル「フットルース」 演出：西田直木（2013年8月11日 - 8月14日、東京芸術劇場プレイハウス他）
- スイセイミュージカル「クリスマス・キャロル」 演出：西田直木（2013年11月28日 - 11月30日、シアター1010他）
- スイセイミュージカル「広い宇宙の中で」 演出：西田直木（2015年5月16日 - 5月17日、博品館劇場）
- 韓国オリジナルミュージカル パルレ「〜洗濯〜」Vol.4 作・演出：チュ・ミンジュ（2015年9月、江東区文化センター他） ※9月17日に降板。

### パチンコ
- CR川島なお美の大奥百花繚乱（ニューギン）

## ディスコグラフィ

### シングル
- 2ndシングル「ハネムーン」から9thシングル「BE BOP CRAZY」までの8枚は、MEG-CDで復刻された。

| #                            | 発売日               | A/B面                | タイトル                         | 作詞                 | 作曲                 | 編曲                 | 規格品番             |
| キャニオン・レコード         | キャニオン・レコード | キャニオン・レコード | キャニオン・レコード             | キャニオン・レコード | キャニオン・レコード | キャニオン・レコード | キャニオン・レコード |
| ---------------------------- | -------------------- | -------------------- | -------------------------------- | -------------------- | -------------------- | -------------------- | -------------------- |
| 1                            | 1979年 4月21日       | A面                  | シャンペンNo.5                   | 北村英明 藤洋子      | 幸耕平               | 馬飼野俊一           | C-134                |
| 1                            | 1979年 4月21日       | B面                  | あなたの胸はドリーム・ランド     | 中里綴               | 馬飼野俊一           | 馬飼野俊一           | C-134                |
| 東芝EMI                      |                      |                      |                                  |                      |                      |                      |                      |
| 2                            | 1981年 5月5日        | A面                  | ハネムーン                       | 吉秋雅規             | 井上義久             | 井上鑑               | ETP-17155            |
| 2                            | 1981年 5月5日        | B面                  | こんなに幸せでいいのかしら       | 吉秋雅規             | 井上義久             | クニ河内             | ETP-17155            |
| 3                            | 1982年 3月21日       | A面                  | 愛しのマンドリーノ               | 川島なお美           | V.Panzuti            | 青山徹               | TP-17303             |
| 3                            | 1982年 3月21日       | B面                  | LOVE IS MYSTERY                  | 有川正沙子           | 井上鑑               | 井上鑑               | TP-17303             |
| 4                            | 1982年 8月21日       | A面                  | ラヴ・ミー・タイト               | 島エリナ             | 田中真美             | 後藤次利             | TP-17371             |
| 4                            | 1982年 8月21日       | B面                  | DO YOU WANNA LAST DANCE WITH ME? | 島エリナ             | 田中真美             | 後藤次利             | TP-17371             |
| 5                            | 1983年 1月21日       | A面                  | Ash Wednesday                    | 田口俊               | 杉真理               | 杉真理               | T10-1053             |
| 5                            | 1983年 1月21日       | B面                  | 右半分のドジな恋 (ナレーション)  | -                    | -                    | -                    | T10-1053             |
| 6                            | 1983年 7月1日        | A面                  | GEMINI                           | 中原めいこ           | 中原めいこ           | 新川博               | TP-17493             |
| 6                            | 1983年 7月1日        | B面                  | Summer Vacation                  | 安藤芳彦             | 村田和人             | 新川博               | TP-17493             |
| 7                            | 1984年 2月1日        | A面                  | 涙・コパカバーナ                 | 売野雅勇             | 大野克夫             | 井上鑑               | TP-17581             |
| 7                            | 1984年 2月1日        | B面                  | スリル・ミー                     | 売野雅勇             | 大野克夫             | 井上鑑               | TP-17581             |
| 8                            | 1984年 8月18日       | A面                  | 想い出のビッグ・ウェンズデイ     | 売野雅勇             | 杉真理               | 椎名和夫             | TP-17644             |
| 8                            | 1984年 8月18日       | B面                  | グッバイ・シーズン               | 佐藤ありす           | 西木栄二             | 鷺巣詩郎             | TP-17644             |
| 9                            | 1986年 3月31日       | A面                  | BE BOP CRAZY                     | NAO美                | NOBODY               | 新川博               | TP-17840             |
| 9                            | 1986年 3月31日       | B面                  | 二十五歳 (ヴァンサンカン)        | NAO美                | 平井夏美             | 小笠原寛             | TP-17840             |
| キングレコード               |                      |                      |                                  |                      |                      |                      |                      |
| 10                           | 1997年 10月22日      | 01                   | 涙の海                           | 松本礼児             | 幸耕平               | 今泉敏郎             | KIDX-349             |
| 10                           | 1997年 10月22日      | 02                   | 愛の嵐                           | 松本礼児             | 幸耕平               | 今泉敏郎             | KIDX-349             |
| 11                           | 1998年 5月8日        | 01                   | 薔薇の花みだら                   | 阿木燿子             | 幸耕平               | 今泉敏郎             | KIDS-383             |
| 11                           | 1998年 5月8日        | 02                   | 炎の微笑                         | 阿木燿子             | 幸耕平               | 今泉敏郎             | KIDS-383             |
| ソニー・ミュージックレコーズ |                      |                      |                                  |                      |                      |                      |                      |
| 12                           | 2009年 6月24日       | 01                   | Actrice                          | 鎧塚小々夏           | 藤神敬也             | 斎藤悠弥             | SRCL-7075            |
| 12                           | 2009年 6月24日       | 02                   | 偶然の後で                       | 秋元康               | 重永亮介             | 大嶽香子             | SRCL-7075            |

### アルバム

#### オリジナル・アルバム
|                        | 発売日                 | タイトル               | 規格                   | 規格品番               | 発売元                              |                        |
| 東芝EMI / 東芝レコード | 東芝EMI / 東芝レコード | 東芝EMI / 東芝レコード | 東芝EMI / 東芝レコード | 東芝EMI / 東芝レコード | 東芝EMI / 東芝レコード              | 東芝EMI / 東芝レコード |
| ---------------------- | ---------------------- | ---------------------- | ---------------------- | ---------------------- | ----------------------------------- | ---------------------- |
| 1st                    | 1982年6月1日           | HELLO!                 | LP                     | TP-90166               | 東芝EMI / 東芝レコード              |                        |
| 1st                    | 1982年6月1日           | HELLO!                 | CT                     | ZH28-1176              | 東芝EMI / 東芝レコード              |                        |
| 1st                    | 2003年11月27日         | HELLO!                 | CD                     | TOCT-25238             | 東芝EMI / 東芝レコード              |                        |
| 2nd                    | 1982年12月1日          | SO LONG                | LP                     | TP-90205               | 東芝EMI / 東芝レコード              |                        |
| 2nd                    | 2015年12月23日         | SO LONG                | SHM-CD                 | UPCY-9448              | ユニバーサルミュージック            |                        |
| 3rd                    | 1983年7月21日          | シャワーのあとで       | LP                     | TP-90233               | 東芝EMI / 東芝レコード              |                        |
| 3rd                    | 1983年7月21日          | シャワーのあとで       | CT                     | ZH28-1327              | 東芝EMI / 東芝レコード              |                        |
| 3rd                    | 1983年11月21日         | シャワーのあとで       | CD                     | CA35-1037              | 東芝EMI / 東芝レコード              |                        |
| 3rd                    | 2008年8月27日          | シャワーのあとで       | CD                     | TOCT-26630             | EMIミュージック・ジャパン / EXPRESS |                        |
| 4th                    | 1984年3月1日           | 未・来・人             | LP                     | TP-90275               | 東芝EMI / 東芝レコード              |                        |
| 4th                    | 1984年3月1日           | 未・来・人             | CT                     | ZH28-1402              | 東芝EMI / 東芝レコード              |                        |
| 4th                    | 1984年4月21日          | 未・来・人             | CD                     | CA35-1071              | 東芝EMI / 東芝レコード              |                        |
| 5th                    | 1984年9月29日          | 銀幕のヒロイン         | LP                     | TP-90299               | 東芝EMI / 東芝レコード              |                        |
| 5th                    | 1984年9月29日          | 銀幕のヒロイン         | CT                     | ZH28-1452              | 東芝EMI / 東芝レコード              |                        |
| 5th                    | 1984年10月20日         | 銀幕のヒロイン         | CD                     | CA35-1089              | 東芝EMI / 東芝レコード              |                        |
| 6th                    | 1985年3月30日          | SCOOOP!                | LP                     | TP-90325               | 東芝EMI / 東芝レコード              |                        |
| 6th                    | 1985年3月30日          | SCOOOP!                | CD                     | CA32-1110              | 東芝EMI / 東芝レコード              |                        |
| 7th                    | 1986年4月23日          | TOKIO APPLAUSE         | LP                     | TP-90396               | 東芝EMI / 東芝レコード              |                        |
| 7th                    | 1986年4月23日          | TOKIO APPLAUSE         | CT                     | ZH28-1662              | 東芝EMI / 東芝レコード              |                        |
| 7th                    | 1986年4月23日          | TOKIO APPLAUSE         | CD                     | CA32-1246              | 東芝EMI / 東芝レコード              |                        |

#### ベスト・アルバム
|                        | 発売日                 | タイトル                                                | 規格                   | 規格品番               | 発売元                               |
| 東芝EMI / 東芝レコード | 東芝EMI / 東芝レコード | 東芝EMI / 東芝レコード                                  | 東芝EMI / 東芝レコード | 東芝EMI / 東芝レコード | 東芝EMI / 東芝レコード               |
| ---------------------- | ---------------------- | ------------------------------------------------------- | ---------------------- | ---------------------- | ------------------------------------ |
| 1st                    | 1983年11月1日          | NAOMI COLLECTION                                        | LP                     | TP-90253               | 東芝EMI / 東芝レコード               |
| 1st                    | 1983年11月1日          | NAOMI COLLECTION                                        | CT                     | ZH28-1371              | 東芝EMI / 東芝レコード               |
| 1st                    | 1984年2月21日          | NAOMI COLLECTION                                        | CD                     | CA35-1061              | 東芝EMI / 東芝レコード               |
| 2nd                    | 1986年12月20日         | CD ベストナウ                                           | CD                     | CA32-1352              | 東芝EMI / 東芝レコード               |
| 3rd                    | 1989年8月              | カセット ベストナウ                                     | CT                     | ZH28-3022              | 東芝EMI / 東芝レコード               |
| 東芝EMI / EASTWORLD    |                        |                                                         |                        |                        |                                      |
| 4th                    | 1993年12月22日         | 川島なお美 ベスト・アルバム W                           | CD                     | TOCT-8263              | 東芝EMI / EASTWORLD                  |
| 4th                    | 1998年6月10日          | 川島なお美 ベスト・アルバム W                           | CD                     | TOCT-10320             | 東芝EMI / EASTWORLD                  |
| 4th                    | 2015年12月23日         | 川島なお美 ベスト・アルバム “W”メモリアル・エディション | SHM-CD+DVD             | UPCY-9449              | ユニバーサルミュージック / EASTWORLD |
| 5th                    | 2003年6月25日          | GOLDEN☆BEST 川島なお美                                  | CD                     | TOCT-10913             | 東芝EMI / EASTWORLD                  |
| 5th                    | 2013年11月27日         | GOLDEN☆BEST 川島なお美                                  | CD                     | TYCN-60176             | ユニバーサルミュージック / EASTWORLD |
| 6th                    | 2005年8月24日          | NEW BEST 1500                                           | CD                     | TOCT-11031             | 東芝EMI / EASTWORLD                  |

### タイアップ曲
| 楽曲                         | タイアップ                                       | 収録作品                                 |
| ---------------------------- | ------------------------------------------------ | ---------------------------------------- |
| GEMINI                       | 大阪ガス CMソング                                | シングル「GEMINI」                       |
| 想い出のビッグ・ウェンズデイ | ロレアル「FREE STYLE」CMソング                   | シングル「想い出のビッグ・ウェンズデイ」 |
| 薔薇の花みだら               | 日本テレビ系ドラマ「くれなゐ」エンディングテーマ | シングル「薔薇の花みだら」               |

## 書籍
- 『シャワーのあとで 恋の終わり、愛の始まり』（1983年、祥伝社）
- 『彼女のスペア・キー　恋愛小説』（1990年8月　祥伝社 ISBN 978-4396321925 ）
- 『私が痩せたやさしいダイエット』（1990年6月　CBS・ソニー出版 ISBN 978-4789705561 ）
- 『フルボディ 恋して、ワインして。』（1999年6月　マガジンハウス ISBN 978-4838711123 ）
- 『愛して、愛して、癒されて』（2003年3月　朝日出版社 ISBN 978-4255001920 ）
- 『シナココaloha! ワンコ連れハワイ旅』（2006年6月4日　川島なお美with史奈紋&小小夏著　ゴマブックス ISBN 978-4777103553 ）
- 『熟婚のすすめ』（2009年6月23日　扶桑社 ISBN 978-4594059897 ）
- 『ビストロ☆なおはんのごちそうダイエット〜夫がヤセる!34のヘルシーレシピ〜』（2011年9月6日　祥伝社 ISBN 978-4396614058 ）
- 『旅の指さし会話帳 ワンテーマ指さし会話パリ×ワイン』（2011年　情報センター出版局 ）
- 『パリ×ワイン ワンテーマ指さし会話』（2011年9月11日　情報センター出版局 とっておきの出会い方シリーズ ISBN 978-4795845930 ）
- 『おとなタヒチ』（2013年3月26日　太田出版 ISBN 978-4778313630 ）
- 『カーテンコール』（2015年12月8日　夫 鎧塚俊彦との共著　新潮社 ISBN 978-4103397816 ）

### 写真集
- 『「わたし」川島なお美』（1982年5月 篠山紀信撮影 小学館激写文庫）
- 『夢語り』（1982年6月　野村誠一撮影　ワニブックス ISBN 978-4847020063[35]）
- 『24carat』（1984年12月　武藤義撮影　英知出版 ）
- 清水清太郎 撮影『Fastener : 川島なお美写真集 ほんのわずかな私です』ワニブックス、1987年4月10日。ISBN 978-4847020537。
- 『WOMAN』（1993年7月　渡辺達生撮影　ワニブックス ISBN 978-4847023286 ） - ヘアヌード写真集。川島が発表した写真集のなかで最も発行部数を記録した（出版科学研究所調べ、2003年6月までの集計で52万部[36]）。
- 『川島なお美「鍵」』（1997年10月　篠山紀信撮影　朝日出版社 ISBN 978-4255970363 ）

## 川島なお美を演じた俳優
- 遊井亮子（独占秘話!女優・川島なお美物語〜余命1年 Xmasイブの誓い!死ぬまで舞台に立ちたい!〜死の直前秘蔵映像と愛の直筆日記を初公開！）

### 補足
1. ↑  愛知県守山市が存在したのは1954年（昭和29年） - 1963年（昭和38年）と短い期間であり、愛知県守山市出身の著名人はきわめて少ない。
2. ↑  自著「シャワーのあとで」において、専門外の試験で試験官にカンニングペーパーが見つかって取り上げられたことを記している。
3. ↑  水戸黄門の舞台は急遽甲斐智枝美がピンチヒッターを務めた。その後、1990年2月の 御園座初特別舞台公演で出演を果たしている。
4. ↑  その後、番組には1992年正月特番の「初笑いマンガ道場」にゲスト出演している。
5. ↑  代役は武者真由が務める[13]。
6. ↑  代役は渡辺めぐみ[15]。
7. ↑  一般社団法人アクアミネラーレ協会によって認定される民間の資格。アクアアドバイザー資格のほか、上級のアクアマエストロ資格があり、2つ資格の総称としてアクアソムリエという呼び名も用いられる。ミネラルウォーター専門スクールアクアデミアで講座を受け、修了後の試験に合格すると、資格を取得できる。
8. ↑  当初の放送予定は、2015年10月7日だった。[31]